# بژانی (ناحیه تپلیتسه)
بژانی (به چکی: Bžany) یک منطقهٔ مسکونی در جمهوری چک است که در ناحیه تپلیتسه واقع شده‌است. بژانی ۱۱٫۱۳ کیلومتر مربع مساحت و ۷۹۳ نفر جمعیت دارد و ۲۳۰ متر بالاتر از سطح دریا واقع شده‌است.